# 더블 헬릭스 게임스
더블 헬릭스 게임스(Double Helix Games)는 캘리포니아주 어바인에 위치한 미국의 미국의 게임 개발사로서 2008년 10월 더 컬렉티브와 샤이니 엔터테인먼트의 합병을 통해 설립되었다. 이 2개 스튜디오는 파운데이션 9 엔터테인먼트 소유였다. 더블 헬릭스는 아마존에 인수된 이후 2014년 2월 아마존 게임 스튜디오에 통합되었다.

## 개발한 게임
- 사일런트 힐: 홈커밍
- 그린 랜턴: 맨헌터의 위협
- 킬러 인스팅트 (2013년 비디오 게임)
- 스트라이더